# Majda Potrata
Majda Potrata, slovenska političarka, poslanka, pedagoginja, slovenistka, lektorica in prevajalka, * 30. maj 1948, Celje.

## Življenjepis
Osnovno šolo in gimnazijo je končala v Celju.
Šolanje je nadaljevala na Filozofski fakulteti v Ljubljani, kjer je pridobila naziv profesorice slovenščine in ruščine, nato pa še magistrice slovenske književnosti (mentor pri magisteriju je bil Jože Koruza). Bila je predsednica maturitetne komisije za slovenski jezik in književnost. Leta 1970 je začela učiti na Trgovski šoli, kjer je učila 7 let. V pedagoškem poklicu je delala vse do leta 2000, ko je na volitvah bila izvoljena v državni zbor.
Majda Potrata, članica stranke Socialnih demokratov, je bila leta 2004 drugič izvoljena v Državni zbor Republike Slovenije; v tem mandatu je bila članica naslednjih delovnih teles:
- Komisija za peticije ter za človekove pravice in enake možnosti (predsednica),
- Odbor za kulturo, šolstvo in šport in
- Odbor za delo, družino, socialne zadeve in invalide.

22. marca 2009 je bila izvoljena za podpredsednico Socialnih demokratov.
Na državnozborskih volitvah leta 2011 je kandidirala na listi SD.